# Knoflookzout

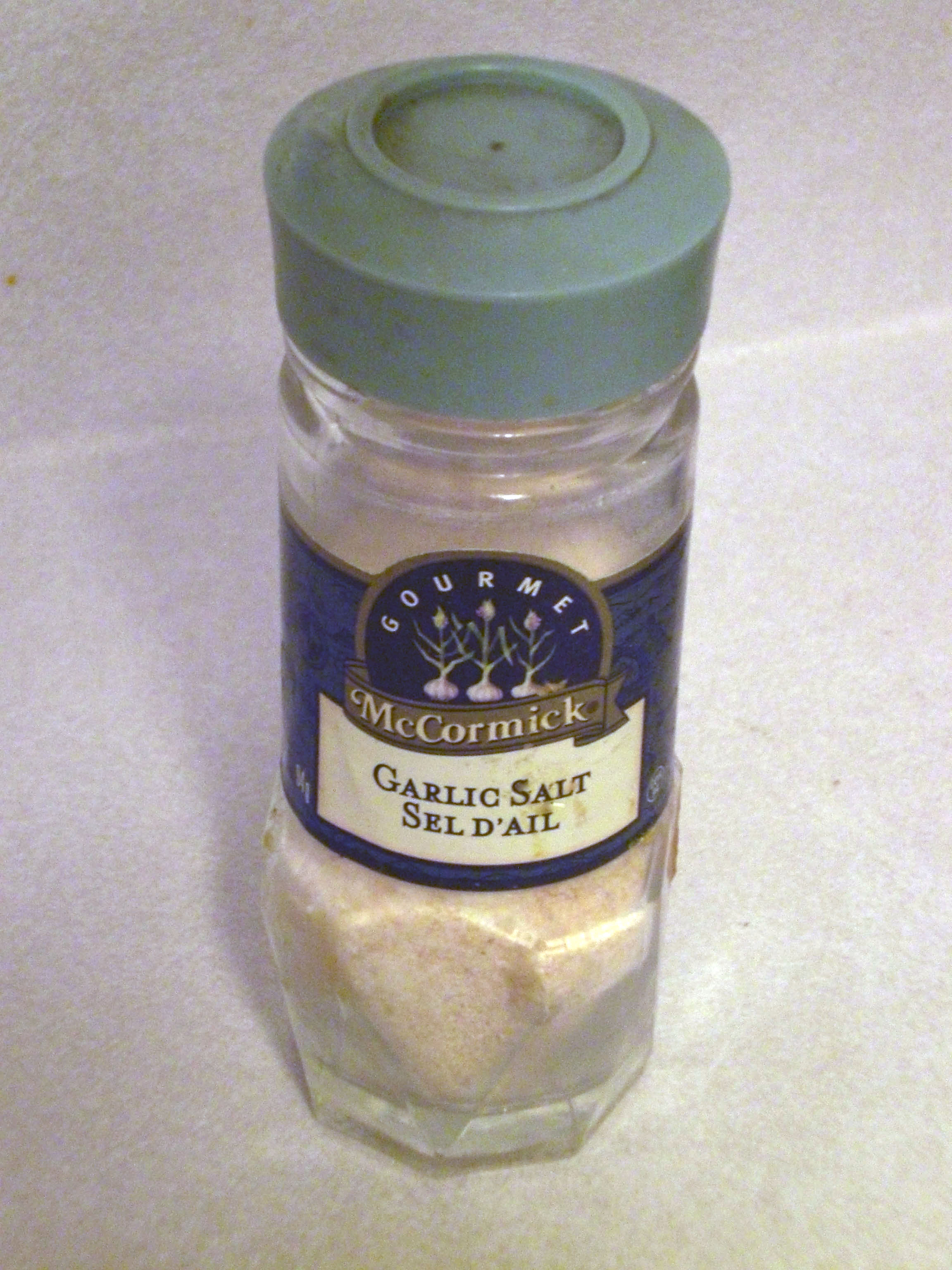
Een vaatje knoflookzout

Knoflookzout is een zoutsoort waaraan de smaak knoflook is toegevoegd dat vooral gebruikt wordt om voeding te kruiden. Knoflookzout bestaat uit grondgedroogd knoflook, tafelzout en een vochtvasthoudend middel (Calciumsilicaat).
Het wordt gebruikt als vervangend middel van knoflook in hamburgers of chili.
Knoflookzout mag niet verward worden met gehakt knoflook, korrelvormig knoflook of knoflookpoeder die ook verkocht worden als specerij.